# Brown & Williamson
La Brown & Williamson è stata un'azienda statunitense attiva nell'industria del tabacco e sussidiaria della British American Tobacco, un gigante del settore, che produceva e possedeva alcuni fra i più popolari marchi di sigarette del mondo.
La Brown & Williamson (B&W) divenne famosa quando balzò alle cronache in quanto oggetto di indagini volte ad appurare l'esistenza di un'additivazione chimica delle sigarette capace di rendere il consumatore ancora più dipendente dalla nicotina. Ruolo chiave in queste indagini fu quello svolto dal suo ex-vicepresidente del settore ricerca e sviluppo, Jeffrey Wigand, il quale svolse un'attività di vero e proprio informatore, o per meglio dire whistleblower, per il programma televisivo di inchiesta della CBS 60 Minutes. Wigand, protagonista di una vicenda che divenne anche il soggetto del film "Insider - Dietro la verità", rivelò che la B&W aggiungeva alle proprie misture componenti chimici, come l'ammoniaca, aventi la funzione di aumentare l'assorbimento della nicotina da parte del consumatore e quindi di aumentare la dipendenza dalla sostanza.
All'inizio degli anni novanta del ventesimo secolo, la B&W fu anche coinvolta nella controversia del tabacco Y1, venendo accusata dalla Food and Drug Administration (FDA) statunitense di aver creato, attraverso una serie di incroci, un tipo di tabacco, l'Y1 appunto, con un contenuto di nicotina eccezionalmente elevato volto, anche in questo caso, ad aumentare la dipendenza dei consumatori.
La Brown & Williamson ebbe il suo ultimo quartier generale a Louisville, nello stato del Kentucky, e lì lo mantenne fino al 30 luglio 2004, quando fu fusa con la R.J. Reynolds Tobacco Company, creando così una nuova società di capitali ad azionariato diffuso chiamata Reynolds American.

## Storia

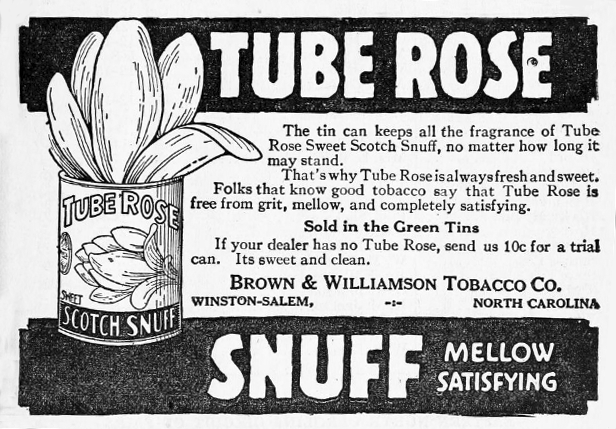
Tube Rose Snuff, Brown & Williamson Tobacco Company, Winston-Salem, North Carolina, illustrazione dal catalogo della fiera statale della Carolina del Nord del 1920

La Brown & Williamson fu fondata a Winston (oggi divenuta Winston-Salem), nella Carolina del Nord, da George T. Brown e suo cognato Robert Lynn Williamson, i cui padri avevano già costruito due impianti di produzione di tabacco da masticare. Nel febbraio 1894, la nuova azienda, chiamata "Brown & Williamson", assunse 30 lavoratori ed iniziò la produzione in uno stabile preso in affitto.
 
Nel 1927, le famiglie Brown e Williamson vendettero l'azienda alla compagnia londinese British American Tobacco (BAT) che subito la riorganizzò, rinominandola "Brown & Williamson Tobacco Corporation", ampliando le linee di produzione e di spedizione e costruendo un nuovo impianto di produzione a Louisville, in Kentucky.
Il 26 aprile 1994, la B.A.T. Industries PLC annunciò di aver raggiunto un accordo per l'acquisizione della American Tobacco Company al costo di 1 miliardo di dollari ma il 31 ottobre dello stesso anno la Federal Trade Commission (FTC) ordinò alla corte federale di Manhattan di fermare l'operazione. Nell'aprile 1995 con una sentenza condivisa tra BAT ed FTC furono dati, al fine di evitare violazioni antitrust, 12 mesi di tempo alla Brown & Williamson per vendere il suo impianto di produzione di Reidsville, nella Carolina del Nord, e nove dei marchi acquisiti con l'acquisto della American Tobacco. Il 28 novembre 1995, la Lorillard Tobacco Company acconsentì a comprare i sei marchi di fascia bassa (Montclair, Malibu, Riviera, Crown's, Special 10's e Bull Durham), ma non i tre di fascia premium (Tareyton, Silva Thins e Tall). Nel dicembre 1995 visto che nessuna compagnia aveva avuto interesse nel suo acquisto, lo stabilimento di Reidsville fu chiuso. Il 10 aprile 1996 la FTC non approvò però l'operazione di cessione alla Lorillard, così la BAT e la Brown & Williamson annunciarono, il 25 luglio 1996, l'intenzione di vendere i sopraccitati sei marchi di fascia bassa alla Commonwealth Tobacco, LLC, una sussidiaria della Commonwealth Brands, descritta come "un piccolo produttore di sigarette di Bowling Green, nel Kentucky, specializzato in prodotti low-cost e marchi non reclamizzati" che avrebbe acquistato anche lo stabilimento di Reidsville. La BAT e la B&W addussero le motivazioni che non essendo la Commonwealth Brands, Inc. (che aveva iniziato nel 1991 come Commonwealth Tobacco Company e che è oggi parte della Imperial Brands) una delle cinque maggiori compagnie produttrici di sigarette degli USA, essa, al contrario della Lorillard, avrebbe soddisfatto i requisiti imposti dalla FTC, la quale in effetti approvò l'operazione da 36 milioni di dollari nell'ottobre dello stesso anno.
Nel luglio 2004 la Brown & Williamson, divenuta di fatto la divisione americana della British American Tobacco e che all'epoca era la terza azienda dell'industria del tabacco statunitense, fu fusa con la R. J. Reynolds Tobacco Company, la seconda azienda dello stesso settore, sotto il nome di R. J. Reynolds. Dopo questa fusione, che vide la fine del nome Brown & Williamson, la R. J. Reynolds divenne una sussidiaria della Reynolds American (una joint venture creata sei mesi prima tra la stessa Brown & Williamson e la R.J. Reynolds Tobacco Company), sotto il controllo della quale furono poste anche altre aziende del settore tabacco come l'American Snuff Company (precedentemente chiamata Conwood Company) e la Santa Fe Natural Tobacco Company.
Nel luglio del 2014 la Reynolds American Inc. annunciò l'acquisto, poi completato nel giugno del 2015 con la completa inglobazione della compagnia e la sparizione del suo nome dal mercato, della Lorillard Tobacco Company per 27,4 miliardi di dollari; onde evitare problemi di antitrust la fusione comprese anche la vendita alla Imperial Tobacco Company (che poi cambierà nome in "Imperial Brands" nel 2016), per 7,1 miliardi di dollari, di alcuni marchi di sigarette di proprietà delle due aziende, tra cui alcuni che erano stati originariamente creati e immessi sul mercato dalla Brown & Williamson come le Kool.

## Controversie giudiziarie

### Il ruolo di Jeffrey Wigand nella compagnia
Una storica e cruciale battaglia nella guerra tra i produttori di sigarette e i fumatori fu quella che ebbe inizio da alcune rivelazioni fatte da Jeffrey Wigand, un dottore in biochimica che aveva da sempre dedicato la sua carriera alla risoluzione dei problemi di salute e che divenne vicepresidente del reparto di ricerca e sviluppo della Brown & Williamson nel 1989. Wigand fu assunto perché si dedicasse alla ricerca di metodi più salutari per la veicolazione della nicotina riducendo i danni alla salute dovuti agli altri composti del tabacco e del fumo di sigaretta. A quel tempo, sia il fatto che la nicotina desse dipendenza sia il fatto che le sigarette fossero pericolose per la salute erano realtà a conoscenza delle aziende del settore ma ogni dato al riguardo veniva trattato come un segreto industriale. Procedendo con la sua ricerca, Wigand realizzò presto che i suoi risultati e le sue raccomandazioni venivano ignorati e censurati e cercò quindi un confronto con il proprio CEO, Thomas Sandefur. Scoraggiato e frustrato da quell'incontro, il biochimico volse la propria attenzione al miglioramento degli additivi che venivano aggiunti alla mistura di tabacco, alcuni dei quali, come l'ammoniaca, avevano, come egli scoprì, il chiaro compito di aumentare l'assorbimento della nicotina da parte dei polmoni e di velocizzare la risposta del cervello e del sistema nervoso centrale. Wigand ritenne che questo fosse un deliberato tentativo di aumentare la dipendenza del consumatore dalle sigarette.
Il punto di rottura tra Wigand e Sandefur fu raggiunto quando Wigand propose di eliminare dalla mistura la cumarina, un potenziatore di sapore che egli aveva indicato come direttamente coinvolto nello sviluppo del cancro ai polmoni e che la compagnia aveva invece continuato ad utilizzare nel tabacco da pipa. La richiesta di Wigand non fu approvata da Sandefur che rifiutò adducendo il fatto che, non essendoci un sostituto alla cumarina, le vendite del prodotto avrebbero avuto un deciso calo. Il conflitto in merito portò infine Sandefur a licenziare Wigand nel 1993 e a forzarlo a firmare un accordo di non divulgazione circa tutto quanto era stato collegato al suo lavoro per la B&W. La pena per la violazione dell'accordo avrebbe portato Wigand a perdere la sua indennità di licenziamento, ad essere passibile di denuncia e a perdere la propria copertura sanitaria (fondamentale per lui in quanto padre di una ragazza affetta da una malattia cronica che necessitava continue cure mediche).
Poco dopo questo evento, i sette manager esecutivi delle principali aziende produttrici di tabacco (che vengono di solito identificate con l'espressione "Big Tobacco") testimoniarono in un'udienza al Congresso di ritenere che la "nicotina non desse dipendenza".

### 60 Minutes
Nonostante l'impegno di Jeffrey Wigand ad onorare l'accordo di non divulgazione ed il suo iniziale rifiuto a rilasciare un'intervista a Lowell Bergman, uno dei produttori della trasmissione d'inchiesta 60 Minutes, Wigand dichiarò di aver comunque ricevuto intimidazioni e di essere stato minacciato di morte nel caso in cui avesse parlato. Al tempo si pensò che dietro tali minacce si nascondesse la Brown & Williamson ma, poco prima dell'uscita del film "Insider - Dietro la verità", l'FBI emanò un mandato di perquisizione per l'abitazione di Wigand, il che fece pensare che Wigand stesso avesse fabbricato ad arte quelle intimidazioni. Bergman gli procurò quindi delle guardie del corpo armate e lo esortò a testimoniare a favore dello Stato del Mississippi in un procedimento portato avanti dal procuratore generale del Mississippi Mike Moore nei confronti di "Big Tobacco", una tattica volta a rendere nullo il suo accordo di non divulgazione e a renderlo così in grado di raccontare la propria verità in un'intervista a Mike Wallace per 60 Minutes. Dal canto suo la B&W rispose facendo emettere ad un giudice del Kentucky un ordine di restrizione nei confronti di Wigand, che sarebbe stato passibile di arresto se avesse rimesso piede nei territori del Commonwealth delle nazioni.
L'ultima speranza di Wigand rimase quindi la promessa fattagli da Bergman di mandare in onda la sua storia a 60 Minutes. La Brown & Williamson minacciò la CBS di denuncia per interferenza nei rapporti contrattuali e, visto che ciò avrebbe potuto portare alla luce l'esistenza di un accordo per un'imminente fusione con la Westinghouse Electric Corporation, la CBS decise di mandare in onda una versione modificata dell'intervista, praticamente priva di tutti i dettagli cruciali. In seguito a questo fatto, in totale disaccordo con la CBS, Bergman rassegnò le sue dimissioni da 60 Minutes nel 1998.
Dopo la messa in onda dell'intervista rimaneggiata, la Brown & Williamson tentò comunque di far perseguire Wigand per furto, frode e infrazione di contratto presentando nei suoi confronti un dossier di ben 500 pagine. Fortunatamente per Wigand, però, le sue deposizioni rilasciate alle corti di Mississippi e Kentucky uscirono in qualche modo dai tribunali e furono pubblicate dal The Wall Street Journal come parte di una inchiesta investigativa in risposta agli attacchi subiti dal biochimico. La CBS News, in evidente imbarazzo, mandò quindi in onda, il 4 febbraio 1996, l'intervista integrale rilasciata da Wigand a 60 Minutes, sconvolgendo gran parte dell'opinione pubblica.
In seguito a tali rivelazioni, quarantasei stati statunitensi intentarono cause all'industria del tabacco che portarono ad una sentenza di condanna delle aziende (la Philip Morris Inc., la R. J. Reynolds Tobacco Company, la Brown & Williamson e la Lorillard Tobacco Company) ad un pagamento di 386 miliardi di dollari (il Tobacco Master Settlement Agreement) per danni alla salute.

### Brown & Williamson vs Università della California
Nel 1994 migliaia di pagine di documenti della B&W furono recapitati agli archivi del controllo sul tabacco dell'Università della California di San Francisco (UCSF). I documenti erano composti per la maggior parte da studi scientifici sulla natura di assuefacente della nicotina e su altri effetti sulla salute dati dal fumo di tabacco; tra le altre cose era presente la prova di un pagamento di 500 000 dollari a favore di Sylvester Stallone in cambio della sponsorizzazione dei prodotti B&W in cinque suoi film. La B&W chiese di rimuovere permanentemente il materiale dalla biblioteca con una denuncia effettuata presso la Corte Superiore di San Francisco. L'università, da parte sua, rispose che tutti i documenti erano di pubblico dominio e che avrebbero dovuto rimanere a disposizione degli studenti e di ogni persona interessata. Il 25 maggio 1995 la Corte Superiore diede ragione all'università e il 29 giugno dello stesso anno la Corte Suprema della California rigettò una richiesta di appello effettuata dalla B&W, permettendo alla UCSF di rendere pubblicamente disponibili i documenti.

### Tabacco Y1
Sempre all'inizio degli anni la Food and Drug Administration (FDA) statunitense utilizzò il tabacco Y1 (un tipo di tabacco creato alla fine degli anni settanta dalla Brown & Williamson attraverso una serie di incroci volti ad ottenere un prodotto con un contenuto di nicotina eccezionalmente elevato ed il cui utilizzo fu iniziato attorno al 1993) come prova del fatto che le compagnie del tabacco stavano intenzionalmente manipolando il contenuto di nicotina delle sigarette.
La B&W continuò per anni ad insistere sul fatto che il tabacco Y1, di cui ammise l'utilizzo solo dopo anni di reticenze, non era utilizzato per aumentare i livelli di nicotina del prodotto, asserendo che "the brands that use Y1 deliver essentially the same nicotine as the products they replaced." (ossia: "le marche che utilizzato lo Y1 contengono essenzialmente la stessa nicotina dei prodotti che hanno sostituito."), tuttavia nel 1994 l'azienda promise che avrebbe smesso di utilizzare questo tipo di tabacco. In realtà, avendo a magazzino circa 7 milioni di libbre di tabacco Y1, essa continuò ad usarlo nelle misture contenute nei propri prodotti fino al 1999.
Il tabacco Y1 divenne una importante prova di accusa nella causa conosciuta come FDA v. Brown & Williamson Tobacco Corp., un processo in cui la FDA tentò di esercitare la propria autorità attraverso il Federal Food, Drug, and Cosmetic Act con lo scopo di regolare i prodotti del tabacco come se essi fossero un farmaco, autorità che però gli fu negata dalla Corte Suprema con una sentenza del marzo 2000.
La scoperta dell'utilizzo del tabacco Y1 alimentò tutta una serie di accuse alla B&W secondo le quali l'azienda lo avrebbe utilizzato per aumentare intenzionalmente la dipendenza dai propri prodotti e ciò si tradusse, ovviamente, in un gran numero di cause. Lo stato del Minnesota, ad esempio, fece spesso menzione del tabacco Y1 nel processo del 1997 intentato dallo stato contro l'industria del tabacco statunitense e conosciuto come State of Minnesota et al. v. Philip Morris, Inc., et al., un procedimento che ebbe luogo prima del sopraccitato "Tobacco Master Settlement Agreement", del novembre del 1998.

## Marchi
- American
- Barclay
- Belair
- Capri
- Carlton
- GPC
- Kool
- Laredo
- Life
- Lucky Strike - solo per l'export e i mercati non statunitensi
- Misty
- North State
- Pall Mall
- Prime
- Private Stock
- Raleigh
- Richland
- Silva Thins
- State Express
- Summit
- Tall
- Tareyton - solo per l'export e i mercati non statunitensi
- Viceroy
- Wings